# سان میگوئل (پوتومایو)
سان میگوئل (پوتومایو) (به اسپانیایی: San Miguel, Putumayo) یک سکونتگاه مسکونی در کلمبیا است که در بخش پوتومایو واقع شده‌است.